# جيم جورج (رجل أعمال)
جيم جورج (بالإنجليزية: Jim George)‏ هو شخصية أعمال أمريكي، ولد في 14 مايو 1943 في كولومبوس في الولايات المتحدة.